# Розчинність
Розчи́нність (англ. solubility) — здатність

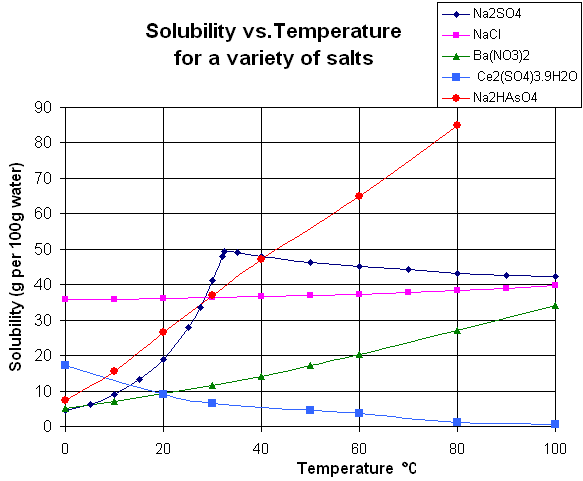
Діаграма розчинності деяких солей

речовини утворювати з іншими речовинами гомогенні системи — розчини. Мірою розчинності або коефіцієнтом розчинності служить кількість грамів речовини, яка при даній температурі розчиняється у 100 г води з утворенням насиченого розчину.

## Загальна характеристика
Міра розчинності речовини у даному розчиннику — концентрація його насиченого розчину при певних температурі та тиску. Розчинність газів залежить від температури та тиску, розчинність рідких та твердих тіл від тиску практично не залежить. Розчинність обумовлюється фізичною і хімічною спорідненістю молекул розчинника і розчинюваної речовини (виконується принцип: «подібне розчиняється у подібному»).
Деякі рідини можуть необмежено розчинятися в інших, тобто змішуються у будь-яких пропорціях (наприклад, спирт і вода). Інші взаєморозчиняються тільки до певної межі (наприклад, при перемішуванні пари «вода–ефір» утворюється два шари: верхній насичений розчин води в ефірі, нижній — насичений розчин ефіру у воді).

## Розчинність твердих речовин
За розчинністю у воді тверді речовини поділяються на добре розчинні, малорозчинні і практично нерозчинні. Прикладом добре розчинних речовин можуть бути хлорид магнію MgCl2, карбонат натрію Na2CO3 і нітрат срібла AgNO3, розчинність яких (у грамах на 100 г води з утворенням насиченого розчину) при звичайній температурі дорівнює відповідно 20 г, 54 г і 215 г.
Взагалі добре розчинними називають такі речовини, розчинність яких при звичайній температурі більша 10 г. Малорозчинними називають такі речовини, розчинність яких при звичайній температурі менша 1 г, а практично нерозчинними такі, розчинність яких менша 0,01 г. Прикладом малорозчинних речовин можуть служити сульфат кальцію CaSO4, розчинність якого становить 0,21 г, і гідроксид кальцію Ca(OH)2, розчинність якого — 0,16 г. До практично нерозчинних речовин належать сульфат барію BaSO4, хлорид срібла AgCl, карбонат кальцію CaCO3, кварцовий пісок SiO2. Абсолютно нерозчинних речовин немає.
З підвищенням температури розчинність більшості твердих речовин збільшується, причому для деяких речовин дуже різко, а для деяких — зовсім мало. Так, наприклад, для хлориду натрію NaCl розчинність мало змінюється із зміною температури і становить при звичайній температурі 36 г (на 100 г води), а при 100°С — 39 г. Для калійної селітри KNO3, навпаки, розчинність дуже різко змінюється із зміною температури і становить при звичайній температурі 31,5 г, а при 100°С — 245 г. Тому коли мова йде про розчинність (коефіцієнт розчинності) речовини, то завжди слід вказувати і температуру, бо розчинність однієї і тієї самої речовини при різних температурах різна.
Залежність розчинності твердих речовин від температури для наочності часто зображають графічно кривими розчинності. На осі абсцис відкладають у певному масштабі температуру, а на осі ординат — розчинність. Криві розчинності дають можливість швидко знаходити розчинність речовини при будь-якій температурі.

## Розчинність рідин
Рідини за їх розчинністю у воді теж поділяють на добре розчинні, малорозчинні і практично нерозчинні. Деякі рідини, як спирт і гліцерин, змішуються з водою у будь-яких відношеннях, не утворюючи насичених розчинів. Добре розчинними у воді є також сульфатна H2SO4 і нітратна HNO3 кислоти.
За приклад малорозчинних рідин може служити ефір, який уже при невеликих кількостях утворює з водою насичений розчин. Вода в ефірі розчиняється теж дуже мало. Тому при змішуванні ефіру з водою утворюються два шари насичених розчинів: нижній шар — ефіру у воді і верхній — води в ефірі підвищенням температури взаємна розчинність рідин звичайно збільшується.
До нерозчинних у воді рідин належать бензин, гас, олія та ін. Вода в цих речовинах теж не розчиняється.

## Розчинність газів
Розчинення газів у рідині — процес проникання молекул газів з навколишнього середовища всередину рідини через вільну поверхню. Незважаючи на те, що частина молекул повертається до навколишнього середовища за деякий час рідина набуває стану насиченості (кількість розчиненого газу дорівнює кількості виділеного).
Різні гази у воді розчиняються також по-різному, причому розчинність газоподібних речовин виражають звичайно не в грамах, а в кубічних сантиметрах (перерахованих на нормальні умови) і теж відносять до 100 г води (іноді до 1 дм3).
Добре розчинними у воді є тільки деякі гази, наприклад аміак NH3 і хлороводень HCl. Розчинність аміаку при звичайних умовах становить 71 000 см3 у 100 г води, а хлороводню — 45 000 см3. Добре розчинними є також сірководень H2S і діоксид вуглецю CO2, розчинність яких при звичайних умовах становить відповідно 204 см3 і 66 см3.
Більшість газів погано розчиняються у воді. Так, розчинність кисню при звичайних умовах у 100 г становить лише 3,1 см3, водню — 1,8 см3, а азоту — 1,5 см3.
При нагріванні розчинність газів у воді різко зменшується, а при збільшенні тиску, навпаки, збільшується.
У даному конкретному об'ємі рідини з даною температурою до стану насиченості можна розчинити такий об'єм газу:
Vг = kV0р/р0
де Vг – об'єм розчиненого при тиску р газу, віднесений до еталонного тиску р0 ; k – коефіцієнт розчинності; V0 – об'єм рідини: р – тиск на вільній поверхні.

## Теплові явища при розчиненні
Процес розчинення кожної речовини у воді супроводжується або виділенням, або поглинанням тепла, внаслідок чого одержуваний розчин або нагрівається, або охолоджується. Розчинення газоподібних речовин завжди супроводжується виділенням тепла і нагріванням розчину. При розчиненні багатьох рідин у воді, наприклад, спирту і сульфатної кислоти, теж виділяється значна кількість тепла і розчин сильно нагрівається.
При розчиненні твердих речовин у воді інколи виділяється, а інколи поглинається тепло. Так, при розчиненні їдких лугів (кристалічних) NaOH і KOH, безводного хлориду кальцію CaCl2 і багатьох інших речовин спостерігається сильне нагрівання розчину, а при розчиненні нітрату амонію NH4NO3 і деяких інших речовин, навпаки, спостерігається сильне охолодження розчину.
Вперше на теплові явища при процесах розчинення звернув увагу і дав їм теоретичне обґрунтування Д. І. Менделєєв. За поглядами Менделєєва, розчинення є не тільки фізичним процесом, при якому молекули розчинюваної речовини рівномірно розподіляються між молекулами води, а й хімічним, внаслідок якого молекули або іони розчинюваної речовини з молекулами води утворюють певні хімічні сполуки. Ці сполуки Менделєєв назвав гідратами, а сам процес їх утворення — процесом гідратації. Через це його теорію було названо хімічною, або гідратною, теорією розчинення.
Гідрати позначають такою загальною формулою: А•nH2O, де А — молекула або іон розчиненої речовини, а n — певне число молекул води, що припадає на одну молекулу або один іон розчиненої речовини. Гідрати більшості речовин на відміну від звичайних хімічних сполук є дуже нестійкими й існують лише у розчинах, а при випарюванні розчину розкладаються. Але відомі й порівняно стійкі гідрати, які можна виділити з розчину у твердому стані (так звані кристалогідрати).
Утворення гідратів супроводжується звичайно виділенням тепла, внаслідок чого розчин нагрівається. Але поряд з цим при розчиненні мають місце й інші процеси — відрив частинок (молекул або іонів) від кристалічної поверхні розчинюваної речовини (у випадку розчинення твердих речовин) і їх розміщення по всьому об'єму розчину, на що витрачається певна кількість внутрішньої енергії, внаслідок чого розчин повинен охолоджуватися. У зв'язку з цим сумарний тепловий ефект розчинення твердої речовини може бути різним. Якщо витрачена енергія на роздрібнення кристалічної речовини дорівнює енергії гідратації, то процес розчинення відбуватиметься без видимих теплових змін. Якщо ж енергія гідратації менша від енергії роздрібнення кристалічної речовини, то розчинення буде супроводжуватися охолодженням, а коли, навпаки, енергія гідратації більша, то розчинення супроводжується нагріванням розчину.

## Діаграма розчинності
Діаграма, що ілюструє залежність розчинності речовини в розчиннику від температури (двокомпонентні системи), а також від наявності інших речовин (багатокомпонентні системи).